# 加雅街

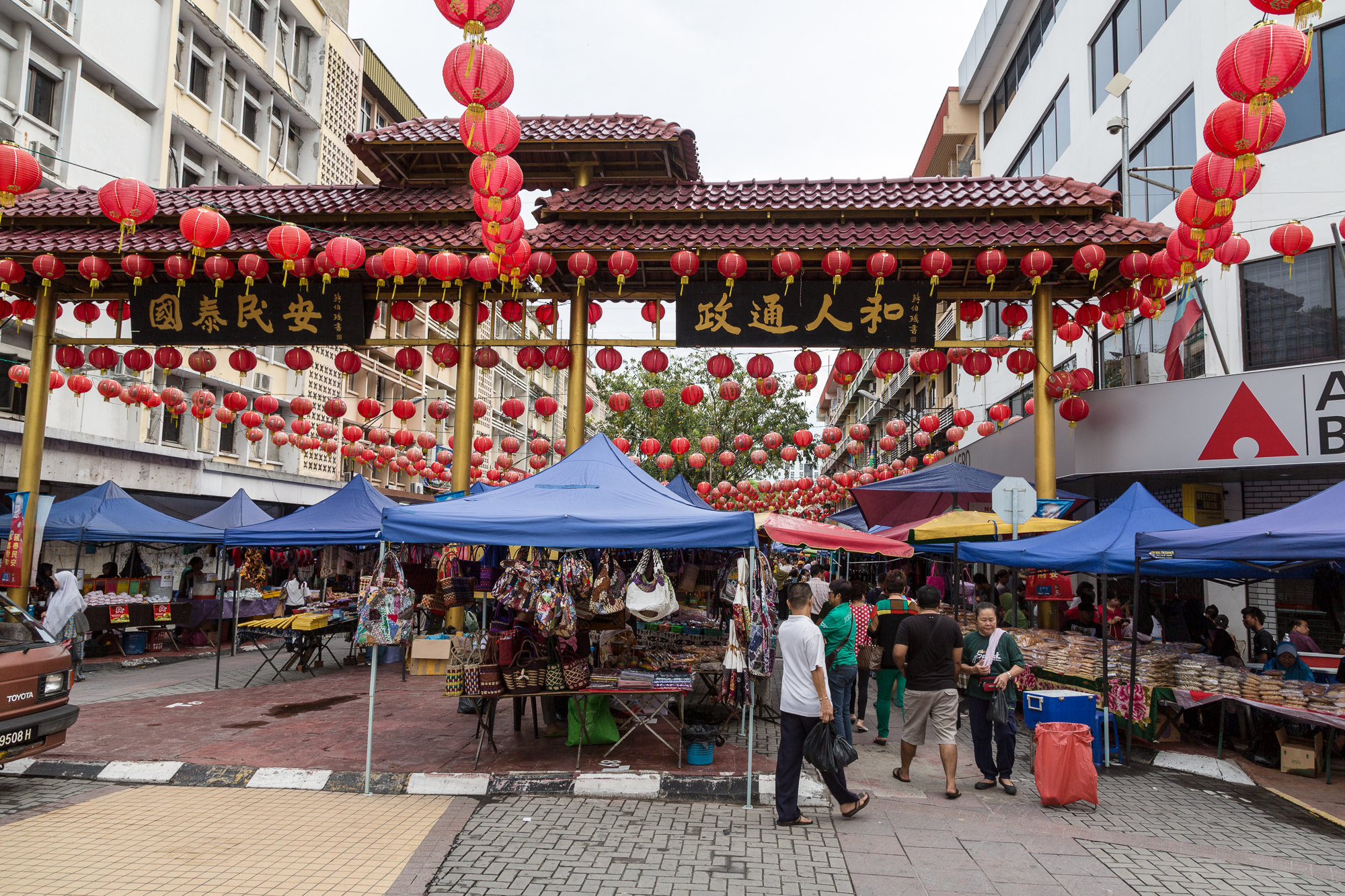
加雅街上的牌坊

加雅街（英語：Gaya Street），前称中街（英語：Bond Street），是马来西亚沙巴州亚庇的一条街道，也是一个农贸市场，被称为沙巴的唐人街，因为街上有许多华人开办的咖啡店和餐馆。

## 历史
这条街最初是一条用于运输橡胶的铁路轨道，从丹南的沙邦和文那纳橡胶园出发，最终抵达丹南的码头。在英国殖民时期，这条街被英国人称为「邦街」（Bond Street），华人则称为「中街」。加雅街建于1902年，当时那里的商店已经完工。这个市场一度被认为是亚庇的“心脏” ，因为当地主要的商业活动都在这里进行。
这条街落成之后，无论是来自内陆的农民和普通百姓，还是沿海地区的渔民，都会前往市场出售农产品、农作物。在商人中，也包括有华裔居民，以及来自菲律宾和印度尼西亚的商人。这条街被称为沙巴的唐人街，因为街上有许多华人开办的咖啡店和餐馆。街上还有一座2005年建成的牌坊。除了农产品，市场上还出售当地食品、纪念品、工艺品、鞋、古董甚至宠物。
这条街上也曾坐落有亚庇大酒店和亚庇邮局（即现在的沙巴州旅游局）。

## 图库

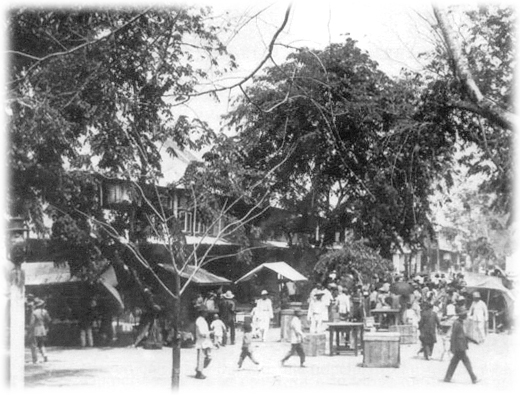
1914年的加雅街。
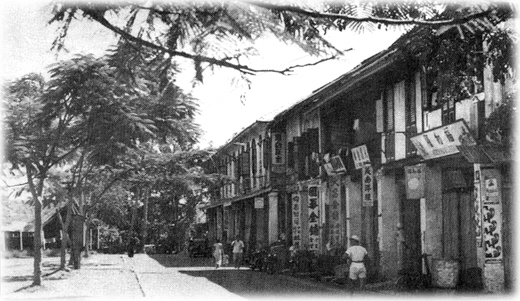
1930年加雅街上的华人商店。
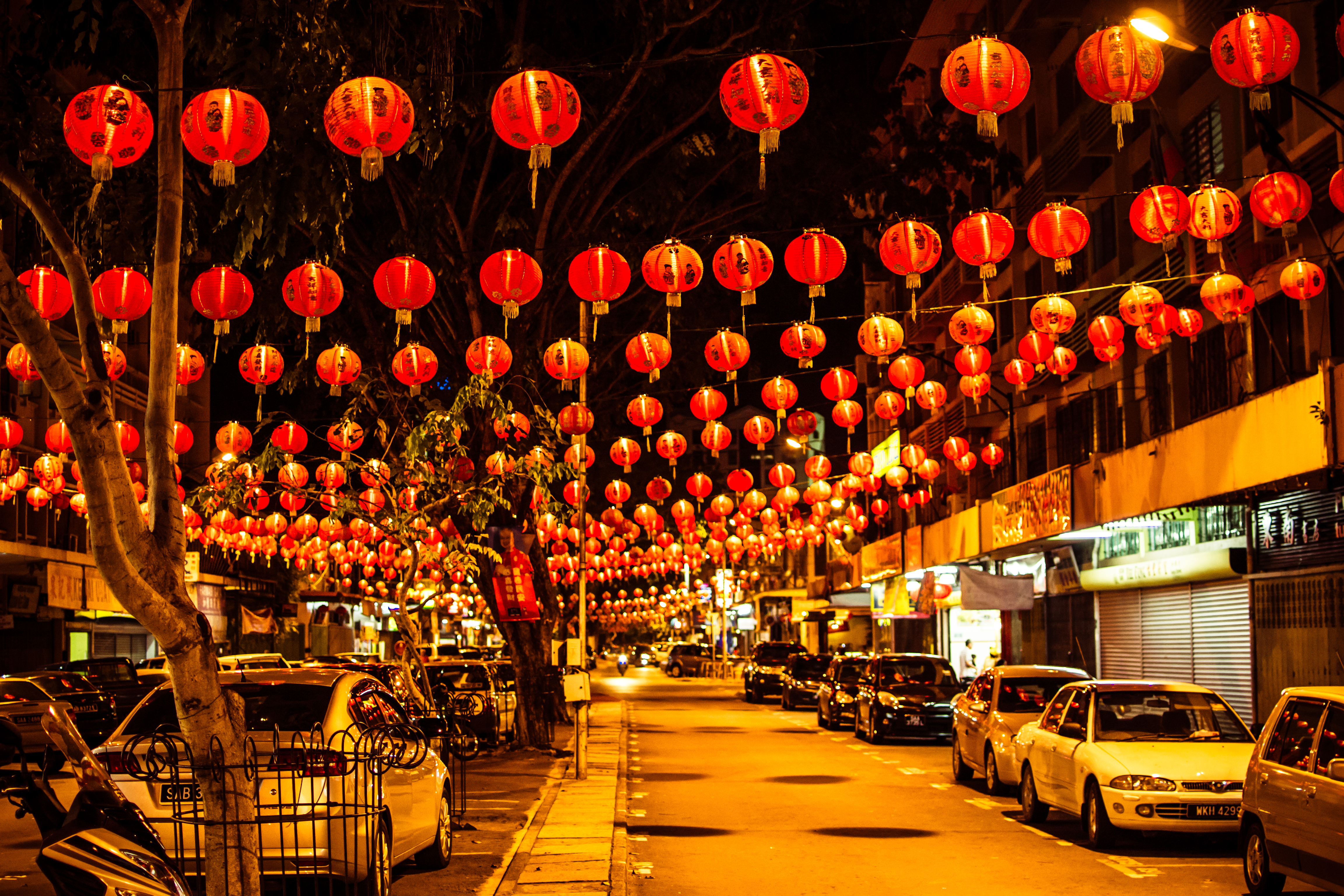
现今在农历新年期间，加雅街上遍布有灯笼。
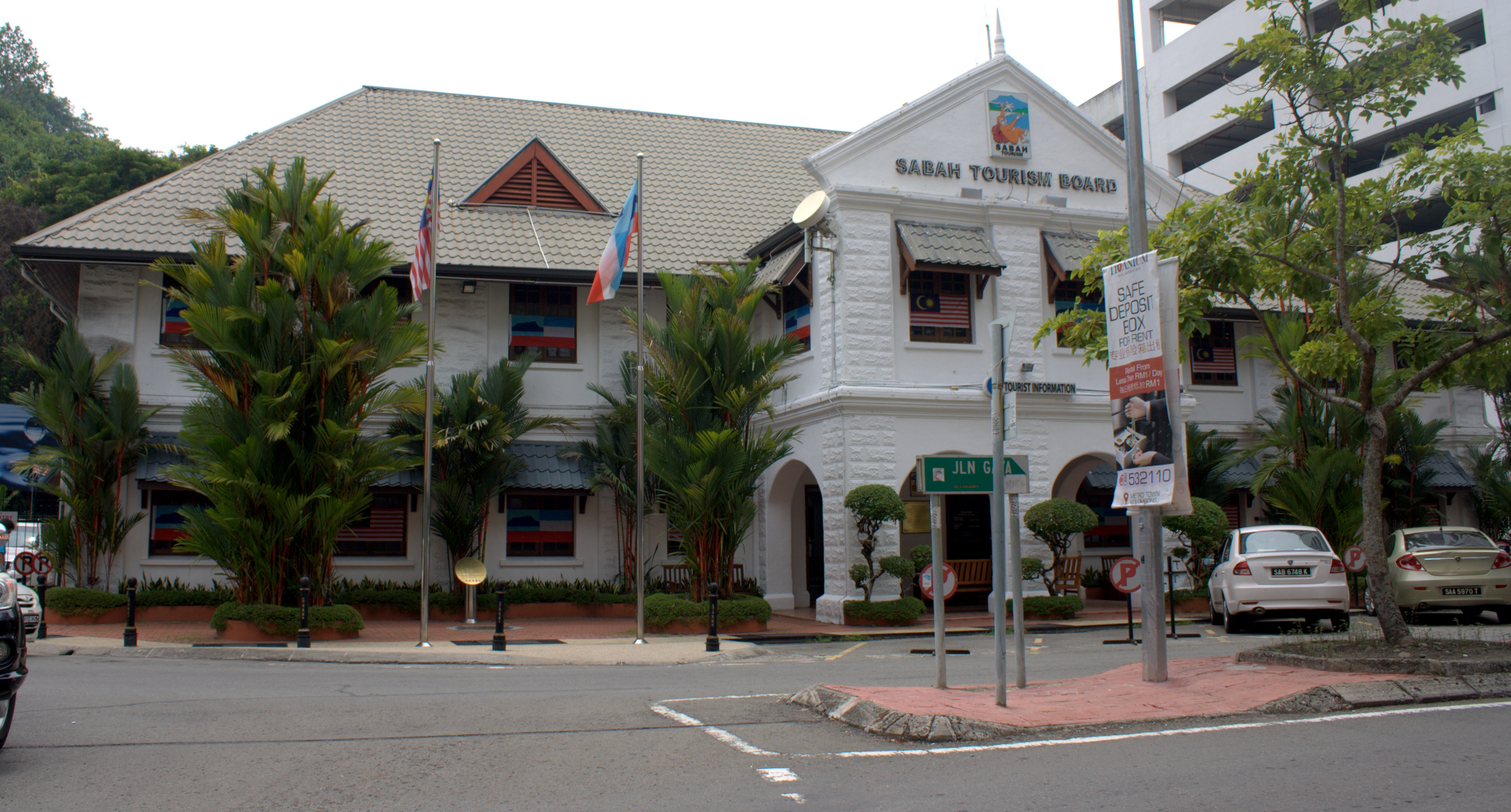
亚庇邮局，即现在的沙巴州旅游局。
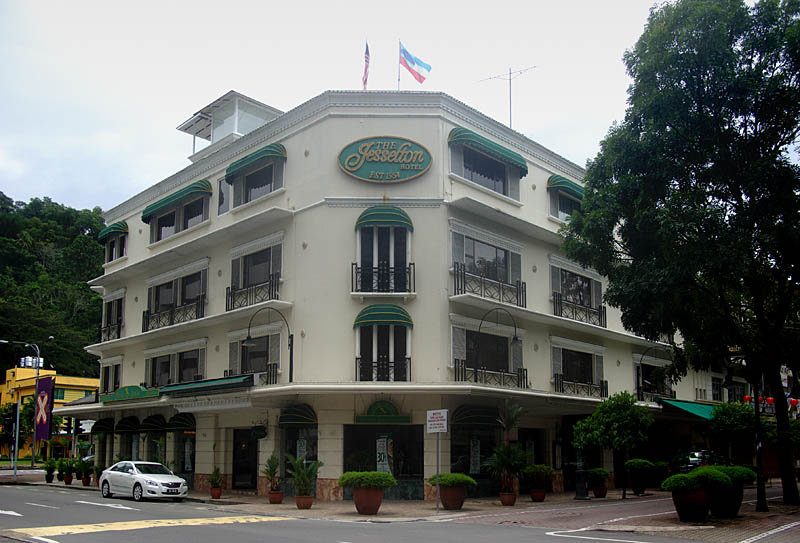
亚庇大酒店。
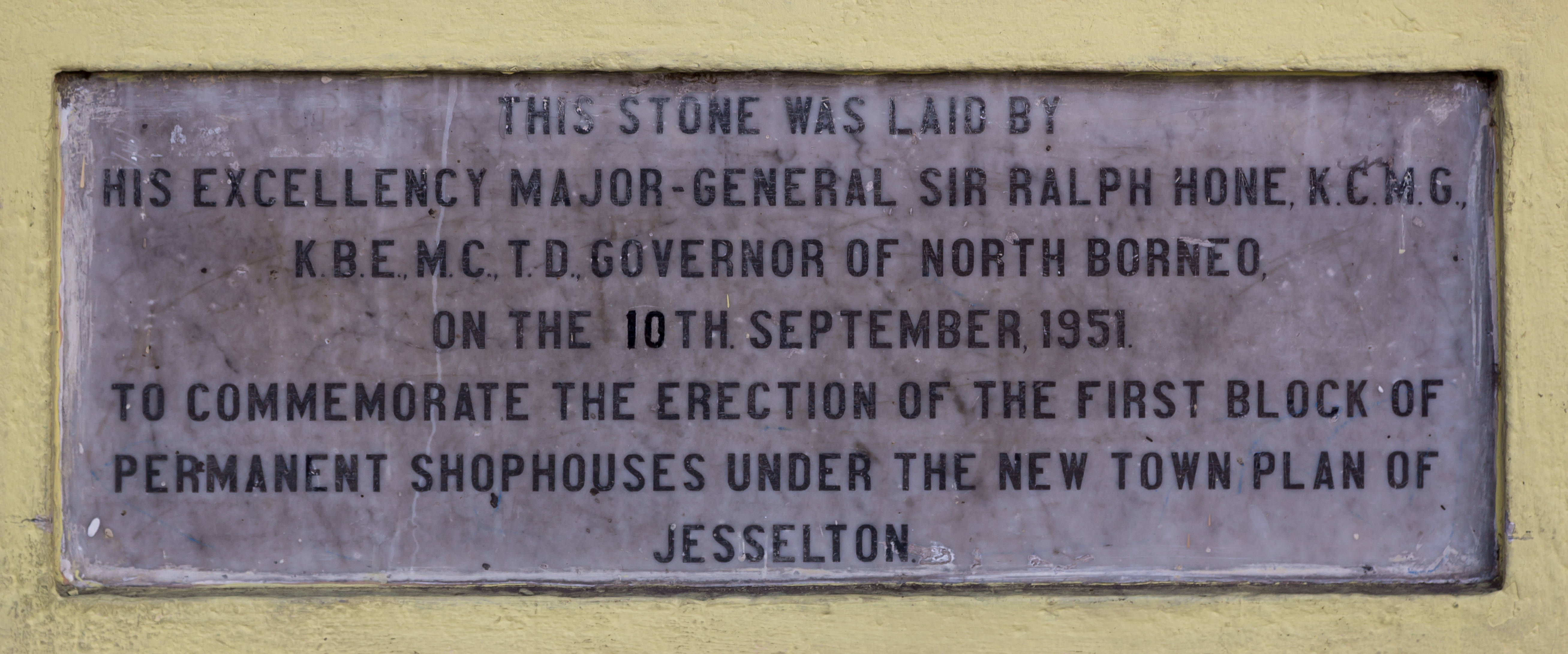
北婆罗洲总督拉尔夫霍恩（英语：Ralph Hone）在加雅街上放置的纪念石，以纪念在「哲斯顿新市镇计划」下建造的第一批店屋。